# Dan Frischman
Daniel Frischman (Whippany, 23 april 1959) is een Amerikaans acteur, bekend door zijn vele rollen als "geeks" en "nerds".

## Carrière
Voordat Frischman met televisiewerk bezig ging, werkte hij als goochelaar in en rondom Los Angeles, vooral bij kinderfeestjes in de jaren tachtig. Zijn televisiedebuut was op 17 maart 1982, in een aflevering van de NBC-serie The Facts of Life. In de aflevering "Kids Can Be Cruel" speelde Frischman een student van de highschool, "Carl 'Rocky' Price", die gepest werd door zijn acne en nerdy-persoonlijkheid. In 1983 was Frischman voor het eerst te zien in een film, Get Crazy, als Joey, een typische nerd die uiteindelijk 'het meisje veroverd'. Frischman kreeg bij de hitserie Kenan & Kel een grote rol als Chris Potter, de baas van de supermarkt Rigby's, waar Kenan werkt. Zijn persoonlijkheid is wederom een nerdy die nog bij zijn moeder woont en vaak in problemen komt door geklungel van Kenan en Kel.